# Kákófalva

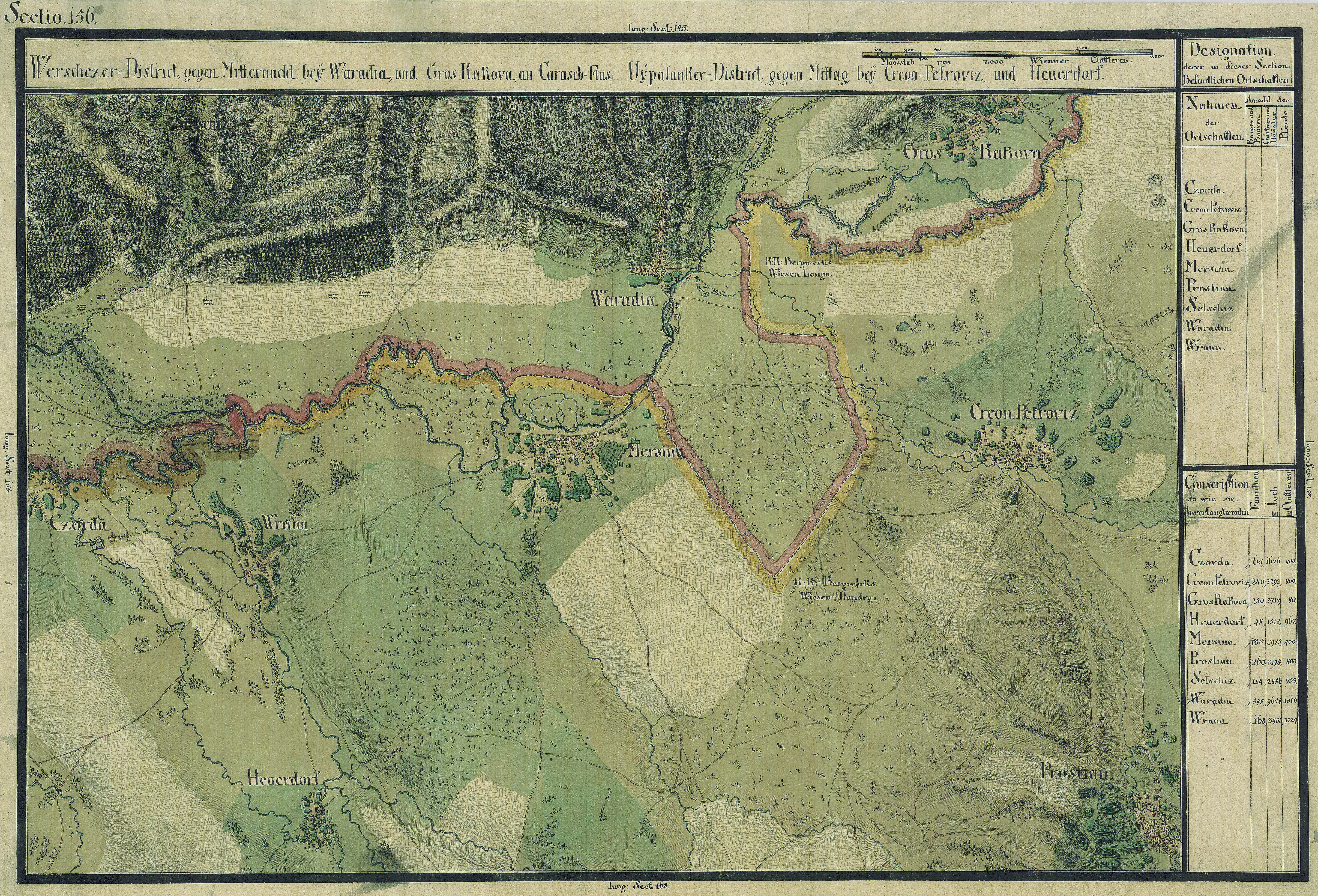
Kákófalva egy régi, 1700-as évekből való térképen

Kákófalva (Grădinari), település Romániában, a Bánságban, Krassó-Szörény megyében.

## Fekvése
Oravicabányától északnyugatra, Gerőc és Nagytikvány közt fekvő település.

## Története
Kákófalva nevét 1723-1725 között említette először oklevél Kákova néven.
1808-ban Kakova (Nagy-), Gross-Kakowa, 1851-ben, 1888-ban Kákova, 1913-ban Kákófalva néven írták.
1851-ben Fényes Elek írta a településről:
"Kákova, Krassó vármegyében, 32 katholikus, 1568 óhitű lakossal, s anyatemplommal, postatisztséggel és váltással Kudricz (Temeskutas) és Oravicza között a verseczi országútban."
1910-ben 1972 lakosából 40 magyar, 152 német, 1762 román volt. Ebből 177 római katolikus, 38 görögkatolikus, 1733 görögkeleti ortodox volt.
A trianoni békeszerződés előtt Krassó-Szörény vármegye Oravicabányai járásához tartozott.

## Nevezetességek
- 1731-ben épített torony a „Dealul Cuca” nevű helyen; a romániai műemlékek jegyzékében a CS-II-m-B-11120 sorszámon szerepel.
- 18. századi Török híd, más néven Mária Terézia-híd, amely Kákófalvát Gerőccel köti össze (CS-II-m-B-11121).
- Kákovai meteorit – 1858. május 19-én itt hullott le a Kákováról elnevezett meteorit.